# Сант'Анастазия
Сант'Анаста̀зия (на италиански: Sant'Anastasia; на неаполитански: Santu Nastas', Санту Настасъ) е град и община в Южна Италия, провинция Неапол, регион Кампания. Разположен е на 150 m надморска височина. Населението на общината е 27 276 души (към 2010 г.).
В общинската територия се намира част от вулкан Везувий.